# PRSS22
PRSS22, ε-Триптаза (англ. Brain-specific serine protease 4, BSSP-4; tryptase epsilon; Шифр КФ 3.4.21.59) — фермент триптаза, продукт гена человека PRSS22.

## Структура
Триптаза эпсилон (ε-триптаза) состоит из 317 аминокислот, молекулярная масса 33,7 кДа.

## Функции
Триптазы входят в семейство S1 трипсино-подобных сериновых протеаз. Они каталитически активны в тетрамерной форме, стабилизируемой гепарином, и устойчивы к известным эндогенным ингибиторам протеаз. Несколько генов триптаз сгруппированы на хромосоме 16p13.3 и обладают некоторыми общими свойствами. Все эти гены имеют высококонсервативные участки 3' UTR и содержат тандемные повторы на 5'-конце, а их 3' UTR участок играет роль в регуляции стабильности их мРНК. Гены содержат интрон непосредственно после инициирующего Met-кодона, отделяющего Met-кодон от кодирующей белок последовательности. Такая особенность структуры гена характерна в основном только для триптаз.
Ген ε-триптазы экспрессирован в воздуховодных путях и регулируется в ходе развития лёгких.